# Standard Liège
Royal Standard de Liège, thường được gọi là Standard Liège (tiếng Pháp: [stɑ̃daʁ ljɛʒ]; tiếng Hà Lan: Standard Luik [ˈstɑndɑrt ˈlœyk]) hay đơn giản là Standard, là một câu lạc bộ bóng đá Bỉ có trụ sở tại thành phố Liège.

## Thành tích
Giải vô địch bóng đá Bỉ
Vô địch (10): 1957/58, 1960/61, 1962/63, 1968/69, 1969/70, 1970/71, 1981/82, 1982/83, 2007/08, 2008/09
Hạng nhì (11): 1925/26, 1927/28, 1935/36, 1961/62, 1964/65, 1972/73, 1979/80, 1992/93, 1994/95, 2005/06, 2010/11
Cúp bóng đá Bỉ
Vô địch (6): 1954, 1966, 1967, 1981, 1993, 2011
Chung kết (9):  1965, 1972, 1973, 1984, 1988, 1989, 1999, 2000, 2007
Cúp liên đoàn bóng đá Bỉ
Vô địch (1): 1975
Siêu cúp bóng đá Bỉ
Vô địch (4): 1981, 1983, 2008, 2009
Chung kết (3): 1993, 1982, 2011
Cúp C2 châu Âu
Chung kết (1): 1982
Các giải thưởng cá nhân
| Chiếc giày vàng Bỉ (9) - 1963 Jean Nicolay - 1969 Wilfried Van Moer - 1970 Wilfried Van Moer - 1972 Christian Piot - 1982 Eric Gerets - 2005 Sérgio Conceição - 2007 Steven Defour - 2008 Axel Witsel - 2009 Milan Jovanović Cầu thủ ghi bàn xuất sắc nhất giải vô địch bóng đá Bỉ (7) - 1926/27 Lucien Fabry - 1955/56 Jean Mathonet - 1967/68 Roger Claessen - 1968/69 Antal Nagy - 1970/71 Erwin Kostedde - 1977/78 Harald Nickel - 1994/95 Aurelio Vidmar |

## Cầu thủ

### Đội hình hiện tại
Tính đến ngày 1/2/2024
Ghi chú: Quốc kỳ chỉ đội tuyển quốc gia được xác định rõ trong điều lệ tư cách FIFA. Các cầu thủ có thể giữ hơn một quốc tịch ngoài FIFA.
| Số | VT | Quốc gia    | Cầu thủ                                        |
| -- | -- | ----------- | ---------------------------------------------- |
| 2  | HV | Bỉ          | Gilles Dewaele                                 |
| 3  | HV | Bỉ          | Nathan Ngoy                                    |
| 4  | HV | Bỉ          | Zinho Vanheusden (mượn từ Inter Milan)         |
| 5  | HV | Anh         | Jonathan Panzo (mượn từ Nottingham Forest)     |
| 6  | TV | Nhật Bản    | Hayao Kawabe                                   |
| 8  | TV | Bắc Ireland | Isaac Price                                    |
| 9  | TĐ | Ý           | Kelvin Yeboah (mượn từ Genoa)                  |
| 11 | TĐ | Ý           | Seydou Fini (mượn từ Genoa)                    |
| 13 | HV | Hoa Kỳ      | Marlon Fossey                                  |
| 14 | TĐ | Bờ Biển Ngà | Wilfried Kanga (mượn từ Hertha Berlin)         |
| 15 | HV | Bờ Biển Ngà | Souleyman Doumbia                              |
| 16 | TM | Bỉ          | Arnaud Bodart                                  |
| 17 | TV | Colombia    | Steven Alzate (mượn từ Brighton & Hove Albion) |

| Số | VT | Quốc gia               | Cầu thủ                           |
| -- | -- | ---------------------- | --------------------------------- |
| 18 | TV | Ghana                  | Kamal Sowah (mượn từ Club Brugge) |
| 19 | TV | Mali                   | Moussa Djenepo                    |
| 20 | TV | Cộng hòa Dân chủ Congo | Merveille Bokadi                  |
| 22 | TV | Cộng hòa Dân chủ Congo | William Balikwisha                |
| 24 | TV | Úc                     | Aiden O'Neill                     |
| 25 | HV | Bỉ                     | Ibe Hautekiet                     |
| 28 | TĐ | Croatia                | Stipe Perica                      |
| 30 | TM | Bỉ                     | Laurent Henkinet                  |
| 34 | HV | Cộng hòa Síp           | Konstantinos Laifis               |
| 40 | TM | Bỉ                     | Matthieu Epolo                    |
| 46 | TV | Luxembourg             | Rayan Berberi                     |
| 51 | HV | Bỉ                     | Lucas Noubi                       |
| 61 | TV | Thổ Nhĩ Kỳ             | Cihan Çanak                       |

### Đội trưởng
| - 1946/47 - 1947/48 - 1948/49 - 1949/50 - 1950/51 - 1951/52 - 1952/53 - 1953/54 - 1954/55 - 1955/56 - 1956/57 - 1957/58 - 1958/59 - 1959/60 - 1960/61 - 1961/62 - 1962/63 - 1963/64 - 1964/65 - 1965/66 - 1966/67 |  | - 1967/68 - 1968/69 - 1969/70 - 1970/71 - 1971/72 - 1972/73 - 1973/74 - 1974/75 - 1975/76 - 1976/77 - 1977/78 - 1978/79 - 1979/80 - 1980/81 - 1981/82 - 1982/83 - 1983/84 - 1984/85 - 1985/86 - 1986/87 - 1987/88 |  | - 1988/89 - 1989/90 - 1990/91 - 1991/92 - 1992/93 Gilbert Bodart - 1993/94 Gilbert Bodart - 1994/95 Gilbert Bodart - 1995/96 Gilbert Bodart - 1996/97 Guy Hellers - 1997/98 Guy Hellers - 1998/99 Guy Hellers - 1999/00 Didier Ernst - 2000/01 Didier Ernst - 2001/02 Didier Ernst - 2002/03 Ivica Dragutinović - 2003/04 Ivica Dragutinović - 2004/05 Eric Deflandre - 2005/06 Sérgio Conceição - 2006/07 Sérgio Conceição - 2007/08 Steven Defour |

## Cầu thủ nổi tiếng
| - Adrian Aliaj - Ariel Grana - Aurelio Vidmar - Alfred Riedl - Léopold Aerts - Pol Anoul - Patrick Asselman - Patrick Aussems - Marÿan Backalarczyk - Edgard Balthazar - Georges Bayard - Frans Beckers - Emile Bellefroid - Alfred Bertrand - Bernard Beuken - Jacques Beurlet - Mathy Billen - Roberto Bisconti - Daniel Blaise - Fernand Blaise - Gilbert Bodart - Danny Boffin - Maurice Bolsée - Matthieu Bonhivers - Patrick Bonomi - Fernand Boogaerts - Jean-Marc Bosman - Hakim Bouchouari - Jean Bouttiau - Paul Bouttiau - Jean Brichaut - David Brocken - Jean Capelle - Franz Carlier - Jurgen Cavens - Nico Claesen - Roger Claessen - Léon Chaudoir - Constant Claes - Gilles Colin - Frédéric Collard - Michel Collard - Jean-Paul Colonval - Dieudonné Couquelet - Gaston Couquelet - Jean-Paul Crucifix - Alexandre Czerniatynski - Jos Daerden - Pierre Dalem - Benjamin Debusschere - Dimitri de Condé - Eric Deflandre - Guillaume Degueldere - Paul Dehaar - Etienne Delangre - Pascal Delbrouck - Joseph Delcommune - Henri Deleu - Arthur Delgrange - Stéphane Demol - Matthieu Denier - Henri Depireux - Nico Dewalque - Jinks Dimvula - Georges Ditzler - René Dohet - Edouard Dufrasne - Jean Dupont - Tony Englebert - Didier Ernst - Lucien Fabry - Laurent Fassotte - Marouane Fellaini - Roger Fischlin - Achille Foccroule - Ronald Foguenne - Franz Frederick - Pierre Frenay - Philippe Garot - Pierre Geelen - Régis Genaux - Karel Geraerts - Erik Gerets - Willy Geurts - Andy Gilissen - René Gillard - Jean-François Gillet - Maurice Gillis - Joseph Givard - Manuel Godfroid - Laurent Gomez - Michaël Goossens - André Gorez - Léonard Gorissen - Gilbert Govaert - Maurice Grisard - Jacques Gustin - Dimitri Habran - Stijn Haeldermans - René Hanquet - Joseph Happart - Roger Henrotay - Jean Honinckx - Denis Houf - Hervé Houlmont - Guy Hubart - Dirk Huysmans - Gunther Jacob - Lambert Jacobs - Léonard Jacquemin - Sébastien Jacquemyns - Jean Jadot - Léon Jeck - Pierre Joris - Casimir Jurkiewicz - Daniel Kimoni | - Raymond Knell - Pierre Kögel - Christian Labarbe - Jean Lambo - Johnny Lambrichts - Paul Lambrichts - Georges Laurent - Axel Lawarée - Jean-Michel Lecloux - François Ledent - Joseph Ledent - René Ledent - Dominique Lemoine - Philippe Léonard - Theo Léonard - Laurent Lequarré - Louis Leroy - Oscar Leynen - Henri Licki - Julien Louis - Freddy Luyckx - Peter Maes - Arthur Magnée - Benoît Mailleux - Charles Mallants - Jean-Pierre Marchal - Gilbert Marnette - François Massart - Jean-Baptiste Massart - Fernand Massay - Romain Massez - Jean Mathonet - Edgard Mathot - Daniel Mathy - Hubert Mattar - Dimitri M'Buyu - Dirk Medved - Walter Meeuws - Harold Meyssen - Raphaël Miceli - Georges Mirgaine - Roberto Mones - Emile Mpenza - Mbo Mpenza - Frédéric Mulongo - Jacky Munaron - Daniel Nassen - Gabriel N'Galula 'Junior' - Adolphe Nicolay - Jean Nicolay - Toussaint Nicolay - Arthur Nijs - Tim Nuyens - Camille Nys - Julien Onclin - Marcel Paeschen - Joseph Paty - Félix Perin - Hadelin Petit - Jean Petit - Roger Petit - Frédéric Pierre - Christian Piot - Didier Piot - Jacques Pirlot - Sébastien Piron - Thierry Pister - André Piters - Sébastien Piron - Gerard Plessers - Theo Poel - Michel Preud'homme - Victor Putmans - Raphaël Quaranta - Dario Rappa - Guillaume Raskin - Gauthier Remacle - José Rémy - Pierre Reners - Pascal Renier - Michel Renquin - Charles Renson - Jean Reydams - Albert Roggen - Tony Rombouts - Dirk Rosez - Francois Rouffignon - Cédric Roussel - Thierry Rouyr - Fernand Sauveur - Marc Schaessens - Gunther Schepens - Michel Schillings - Henri Schwartz - Léon Semmeling - Thierry Siquet - Axel Smeets - Eddy Snelders - Yves Soudan - Lucien Spronck - James Storme - Olivier Suray - Johan Telen - Armand Thaeter - Benoît Thans - Henri Thellin - Bernd Thijs - Constant Thijs - Jean Thissen - Gilles Thomas - Guy Thys - Pascal Tihon - Fernand Tilkin - Geoffrey Turco - André Van Baelen - Daniel Van Buyten - Paul Van Den Berg - Christophe Vanden Bergh - Guy Vandersmissen - Gonzague Vandooren | - Raymond Van Dormael - Jean Van Herck - Eric Van Meir - Wilfried Van Moer - Tony Van Schoonbeek - Albert van Zuylen - Serge Verheyden - Patrick Vervoort - Jef Vliers - Eddy Voordeckers - Johan Walem - Marcelin Waroux - Dimitri Wavreille - Victor Wégria - Willy Wellens - Marc Wilmots - Dieudonné Wilmotte - Michel Wintacq - Axel Witsel - Laurent Wuillot - Josip Bukal - Džemaludin Mušović - Mišo Smajlović - Frederico Burgel Xaviel - Silva Filo Dionyso Carlos - Salvadore Casamento - Rodrigo Costa - André Cruz - Adriano Da Cruz - Carlos Alberto de Almeida Jr. - Claudio de Oliveira - Amilton Villas Boas Dinga - Francileudo Dos Santos - Paulo da Silva Edmilson - Michel Garbini - José Germano - Williames Luciano - Ignace Sebastiza Luizino - Monteiro Rubinelson - Felipe Soares - da Silva Vinícius - de Sousa Campos Wamberto - Santana José de Sous Zefilho - Mathieu Assou-Ekotto - Ernesto Diaz - Paul Bonga Bonga - Nicolèmes Kabamba - Christian Landutubi - Papy Okitankoyi Kimoto - Faustin Nzeza - Cedric Olondo - Mémé Tchité - Josko Bilic - Ivica Mornar - Miljenko Mumlek - Mladen Pelaić - Robert Prosinečki - Robert Spehar - Filip Susnjara - Vedran Runje - Lovre Vulin - Ludovit Cvetler - Zdeněk Nehoda - Petr Vlček - Miklos Molnar - Mike Small - Mohamed El-Yamani - Jari Niemi - Mathieu Béda - Pascal Dias - Christian Negouai - Lasha Jakobia - Paul Bajlitz - Helmut Graf - Heinz Gründel - Erwin Kostedde - Horst Hrubesch - Wolfgang John - Harald Nickel - Bernd Patzke - Karl-Heinz Ripkens - Hans Wäckerle - Theophilius Amuzu - George Blay - Abdulrahmandi Danladi - Emmanuel Duah - Alexandros Kaklamanos - Sambégou Bangoura - György Bognár - Antal Nagy - Istvan Sztani - Ásgeir Sigurvinsson - Reza Torabian - Ronny Rosenthal - Shalom Tikva | - Gilberto Della Brida - Adelin Delunardo - Giuseppe Dimicelli - Luigi Ghizzi - Francis Pomini - Roberto Sciascia - Guy Hellers - Erwin Kuffer - Paul Philipp - Louis Pilot - Jeff Saibene - Carlos Hermosillo - Ljubomir Radanović - Khalid Fouhami - Mohammed Lashaf - Mohammed Maarouf - Mustapha Oussalah - Johnny Dusbaba - Arie Haan - Daniël Muller - Roger Raeven - Simon Tahamata - Björn van der Doelen - Frans Van Rooij - Henk Vos - Rabiu Afolabi - Aliyu Datti - Joseph Enakarhire - Godwin Okpara - Benjamin Onwuachi - Joseph Yobo - Johnny Crossan - Ole Martin Årst - Bjørn Helge Riise - Waldemar Jaskulski - Andrzej Kubica - Miguel Areias Lopes - Nuno Coelho - Sérgio Conceição - Jorge Costa - Norton De Matos - Manuel Dimas - António Folha - Rogério Matias - Almani Moreira - Ricardo Sá Pinto - Gheorghe Butoiu - Liviu Ciobotariu - Marius Niculae - Mircea Rednic - Tibor Selymes - Bogdan Stelea - Alexandre Rytchkov - Karim Faye - Zoran Bojovic - Zdravko Brkljacic - Ivica Dragutinović - Albert Dropuljic - Milan Galić - Zoran Jelikic - Josip Keckes - Sasha Kostic - Nebojša Krupniković - Nebojša Malbasa - Aleksandar Mutavdžić - Velco Naumovic - Dejan Pekovic - Aleksandar Petaković - Miodrag Petrovic - Vladimir Petrović - Srebrenko Repčić - Krasnodar Rora - Milan Rupcic - Milan Simeunovic - Silvester Takač - Alfonso Fernandez - Ralf Edström - Bengt Johansson - Fredrik Söderström - Tomas Svensson - Benny Wendt - René Botteron - Jameleddine Limam - Mustapha Saglam - Önder Turacı - Serhiy Kovalenko - Gyula Visneyi - Fabián Carini - Jorge Winston Curbelo - Juan Ramon Curbelo - Gonzalo Sorondo - Stalin Rivas |

## Huấn luyện viên
- 1983/84  Raymond Goethals  ->  Léon Semmeling
- 1984/85  Louis Pilot (-> th.4) ->  Milorad Pavić
- 1985/86  Milorad Pavić
- 1986/87  Milorad Pavić (th.2 ->) ->  Helmut Graf (th.2 ->)
- 1987/88  René Desaeyere (-> th.11) ->  Milorad Pavić (th.11 -> th.4) ->  Jozef Vliers (th.4 ->)
- 1988/89  Urbain Braems
- 1989/90  Urbain Braems (-> th.8) ->   Georg Kessler
- 1990/91  Georg Kessler
- 1991/92  Arie Haan
- 1992/93  Arie Haan
- 1993/94  Arie Haan (-> th.10) ->  René Vandereycken (th.10 ->)
- 1994/95  Robert Waseige
- 1995/96  Robert Waseige
- 1996/97  Jos Daerden
- 1997/98  Aad de Mos (-> th.11) ->  Daniel Boccar (th.11 -> th.2) ->  Luka Peruzović (th.2 ->)
- 1998/99  Tomislav Ivic
- 1999/00  Tomislav Ivic (-> th.9) ->  Zeljko Mijac (th.9 -> th.1) ->  Jean Thissen và  Henri Depireux (th.1 -> th.5) ->  Tomislav Ivic  (th.5 ->)
- 2000/01  Tomislav Ivic (-> th.12) ->  Dominique D'Onofrio và  Christian Labarbe (th.12 -> th.1) ->  Michel Preud'homme (th.1 ->)
- 2001/02  Michel Preud'homme
- 2002/03  Robert Waseige (-> th.9) ->  Dominique D'Onofrio (th.9 ->)
- 2003/04  Dominique D'Onofrio
- 2004/05  Dominique D'Onofrio
- 2005/06  Dominique D'Onofrio
- 2006/07  Johan Boskamp (-> th.8) ->  Michel Preud'homme (th.8 ->)
- 2007/08  Michel Preud'homme

## Cúp châu Âu
Tính đến 5 tháng 3 năm 2006:
| Giải           | A  | GP | W  | D  | L  | GF | GA |
| -------------- | -- | -- | -- | -- | -- | -- | -- |
| Cúp C1 châu Âu | 8  | 40 | 23 | 3  | 14 | 72 | 47 |
| Cúp C2 châu Âu | 6  | 38 | 20 | 5  | 13 | 71 | 51 |
| Cúp UEFA       | 11 | 58 | 24 | 16 | 18 | 85 | 74 |
| Cúp Intertoto  | 3  | 20 | 8  | 10 | 2  | 25 | 16 |